# Langhanscel

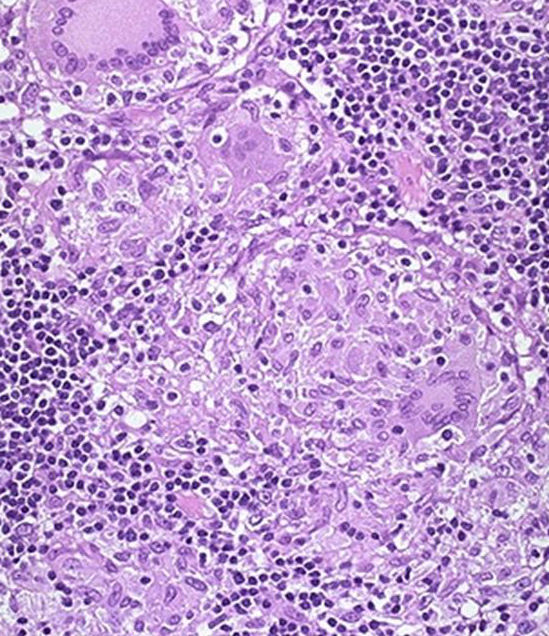
Een niet-necrotiserend granuloom van een patiënt met de Ziekte van Crohn, zoals dat er bij microscopisch weefselonderzoek uit kan zien. Linksboven tegen de rand een meerkernige reuscel.

De langhanscel of langhansreuscel is een reuscel met 2-10 celkernen, waarvan de diameter maximaal 0,3 mm bedraagt. De celkernen liggen in een ring of als een hoefijzervormig patroon langs de rand van de cel. Het is een cel die is ontstaan uit het reticulo-endotheliale systeem (RES) of afkomstig van gefuseerde macrofagen, die deel uitmaken van de lichaamseigen verdediging tegen infecties. De cel is gespecialiseerd in de secretie van lysosomale enzymen. Langhanscellen zijn vernoemd naar Theodor Langhans (1839-1915), een Duitse patholoog.
Hoewel hun aanwezigheid traditioneel in verband werd gebracht met tuberculose, zijn ze niet specifiek voor tuberculose of zelfs voor mycobacteriële ziekte. Ze kunnen worden aangetroffen bij granulomateuze ziekten met verschillende oorzaken, zoals infectieziekten als tuberculose, lepra of schistosomiasis en chronische ontstekingen zoals de ziekte van Crohn, reumatoïde artritis en sarcoïdose.
In 2012 toonde een onderzoek aan dat wanneer geactiveerde CD4+ T-cellen en monocyten in nauw contact staan, de interactie van CD40-CD154 tussen deze twee cellen en daaropvolgende gamma-interferon-secretie door de T-cellen leidt tot upregulatie en secretie door de monocyten van het fusiegerelateerd molecuul DC-STAMP (Dendrocyte expressed seven transmembrane protein: door dendritische cellen tot expresie gebracht transmembraaneiwit met zeven domeinen) (zie ook:G-proteïnegekoppelde receptor), wat resulteert in de vorming van langhanscellen.